# Jared Harris
Jared Francis Harris (Londres, 24 d'agost de 1961) és un actor anglès.

## Trajectòria
Els seus papers més coneguts inclouen Lane Pryce a la sèrie dramàtica de televisió del canal AMC Mad Men, per la qual va ser nominat al Primetime Emmy com a millor actor secundari en una sèrie dramàtica, David Robert Jones a la sèrie de ciència-ficció Fringe, el rei Jordi VI a la sèrie de drama històric The Crown, Anderson Dawes a la sèrie de ciència-ficció The Expanse, el capità Francis Crozier a la sèrie The Terror i Valery Legasov a la minisèrie d'HBO Chernobyl, pel qual va guanyar el premi de televisió de l'Acadèmia Britànica al millor actor i va ser nominat al Primetime Emmy al millor actor principal el 2019.
També ha interpretat papers secundaris en pel·lícules com Mr. Deeds (2002), El curiós cas de Benjamin Button (2008), Sherlock Holmes: Un joc d'ombres (2011), Lincoln (2012) i Allied (2016). El 2021 va fer de Hari Seldon a la sèrie de ciència-ficció d'Apple TV+ Foundation.
El 18 d'octubre de 2019 Harris va rebre el premi Cinema Vanguard al Festival Internacional de Cinema de San Diego. Alguns dels guanyadors anteriors havien estat Topher Grace, Kate Beckinsale i Adrien Brody.